# Calendari femení de l'UCI 2018
El calendari femení de la UCI 2018 reuneix les competicions femenines de ciclisme de carretera organitzades sota el reglament de la Unió Ciclista Internacional durant la temporada 2018.
La UCI World Tour femenina 2018 es presenta per separat. Els critèriums no puntuen.

## Calendari de les proves
| 11 – 14 de gener       | Women's Tour Down Under                                               | 2.1 | Amanda Spratt (Mitchelton-Scott)                     |
| 27 de gen              | Cadel Evans Great Ocean Road Race Women                               | 1.1 | Chloe Hosking (Alé Cipollini)                        |
| 30 – 31 de gener       | Women's Herald Sun Tour                                               | 2.2 | Brodie Chapman (Austràlia)                           |
| 2 – 4 de febrer        | Gran Premi Velo Alanya                                                | 2.2 | Olga Zabelínskaia (Cogeas-Mettler Pro Cycling Team)  |
| 9 de feb               | Asian Road Cycling Championships - Women ITT                          | CC  | Lee Ju-mi                                            |
| 11 de feb              | Asian Road Cycling Championships - Women RR                           | CC  | Nguyễn Thị Thật (World Cycling Centre)               |
| 15 de feb              | contrarellotge femenina del Campionat d'Àfrica de ciclisme en ruta    | CC  | Mossana Debesai                                      |
| 17 de feb              | African Road Cycling Championships - Women RR                         | CC  | Bisrat Gebremeskel                                   |
| 22 – 25 de febrer      | Setmana Ciclista Valenciana                                           | 2.2 | Hannah Barnes (Canyon-SRAM Racing)                   |
| 24 de feb              | Omloop Het Nieuwsblad femení                                          | 1.1 | Christina Siggaard (Virtu Cycling Women)             |
| 25 de feb              | Omloop van het Hageland                                               | 1.1 | Ellen van Dijk (Sunweb)                              |
| 27 de feb              | Le Samyn des Dames                                                    | 1.2 | Janneke Ensing (Alé Cipollini)                       |
| 4 de març              | Circuit de Westhoek                                                   | 1.2 | Floortje Mackaij (Loving potatoes-de Jonge Renner)   |
| 9 de març              | Drentse Acht van Westerveld                                           | 1.2 | Alexis Ryan (Canyon-SRAM Racing)                     |
| 23 de març             | Oceania Road Cycling Championships - Women ITT                        | CC  | Grace Brown (Holden Team Gusto racing)               |
| 24 de març             | cursa en línia femenina als Campionats d'Oceania de ciclisme en ruta  | CC  | Sharlotte Lucas                                      |
| 28 de març             | A través de Flandes femení                                            | 1.1 | Ellen van Dijk (Sunweb)                              |
| 2 de abr               | Gran Premi de Dottignies                                              | 1.2 | Marta Bastianelli (Alé Cipollini)                    |
| 4 – 8 de abril         | Healthy Ageing Tour                                                   | 2.1 | Amy Pieters (Boels Dolmans)                          |
| 8 – 10 de abril        | Tour de Tailàndia femení                                              | 2.1 | Olga Zabelínskaia (Cogeas-Mettler Pro Cycling Team)  |
| 11 de abr              | Fletxa Brabançona femenina                                            | 1.1 | Marta Bastianelli (Alé Cipollini)                    |
| 12 – 15 de abril       | Joe Martin Stage Race Women                                           | 2.2 | Katie Hall (UnitedHealthcare Women's Team)           |
| 18 – 22 de abril       | Tour de Gila femení                                                   | 2.2 | Katie Hall (UnitedHealthcare Women's Team)           |
| 21 de abr              | Omloop van Borsele                                                    | 1.1 | Elisa Balsamo (Valcar PBM)                           |
| 25 de abr              | Gran Premio della Liberazione femení                                  | 1.2 | Letizia Paternoster (Astana Women's Team)            |
| 26 – 29 de abril       | Gracia Orlová                                                         | 2.2 | Emilia Fahlin (Wiggle High5)                         |
| 27 – 29 de abril       | Gran Premi Elsy Jacobs                                                | 2.1 | Letizia Paternoster (Astana Women's Team)            |
| 1 – 3 de maig          | Tour de Zhoushan Island II                                            | 2.2 | Sheyla Gutiérrez Ruiz (Cylance)                      |
| 3 – 4 de maig          | Women's Tour de Yorkshire                                             | 2.1 | Megan Guarnier (Boels Dolmans)                       |
| 3 de maig              | PanAmerican Road Race Championships - Women ITT                       | CC  | Amber Neben (Estats Units d'Amèrica)                 |
| 6 – 10 de maig         | Panorama Guizhou International Women                                  | 2.2 | Sheyla Gutiérrez Ruiz (Cylance)                      |
| 6 de maig              | PanAmerican Road Race Championships - Women RR                        | CC  | Arlenis Sierra Cañadilla (Astana Women's Team)       |
| 6 de maig              | 100 Cycle Challenge Ladies                                            | 1.2 | Kimberley Le Court                                   |
| 6 de maig              | Trofeu Maarten Wynants                                                | 1.1 | Marta Bastianelli (Alé Cipollini)                    |
| 10 – 11 de maig        | Tour d'Uppsala                                                        | 2.2 | Ida Erngren                                          |
| 12 de maig             | 7-dorpenomloop Aalburg                                                | 1.2 | Lorena Wiebes (Parkhotel Valkenburg)                 |
| 17 de maig             | Emakumeen Saria                                                       | 1.2 | Anna van der Breggen (Boels Dolmans)                 |
| 25 de maig             | La Classique Morbihan                                                 | 1.1 | Ashleigh Moolman (Cervélo Bigla)                     |
| 26 de maig             | Gran Premi de Plumelec-Morbihan femení                                | 1.1 | Ashleigh Moolman (Cervélo Bigla)                     |
| 27 de maig             | Gooik-Geraardsbergen-Gooik                                            | 1.1 | Sarah Roy (Mitchelton-Scott)                         |
| 27 de maig             | Gran Premi Cham-Hagendorn                                             | 1.2 | Amanda Spratt (Mitchelton-Scott)                     |
| 28 de maig             | Winston-Salem Cycling Classic                                         | 1.1 | Lily Williams (Hagens Berman-Supermint)              |
| 28 de maig – 3 de juny | Volta a Turíngia femenina                                             | 2.1 | Lisa Brennauer (Wiggle High5)                        |
| 2 de juny              | Omloop van de IJsseldelta                                             | 1.2 | Lorena Wiebes (Parkhotel Valkenburg)                 |
| 2 de juny              | Horizon Park Women Challenge                                          | 1.2 | Ievhènia Vissotska (SC Michela Fanini)               |
| 3 de juny              | VR Women ITT                                                          | 1.2 | Antri Christoforou (Cogeas-Mettler Pro Cycling Team) |
| 3 de juny              | Dwars door de Westhoek                                                | 1.1 | Nguyễn Thị Thật (World Cycling Centre)               |
| 5 – 10 de juny         | Ruta de França femenina                                               | 2.1 | suspesa                                              |
| 7 de juny              | Gran Premi de Gatineau                                                | 1.1 | Lauren Hall (UnitedHealthcare Women's Team)          |
| 8 de juny              | Chrono Gatineau                                                       | 1.1 | Amber Neben                                          |
| 8 de juny              | Ljubljana-Domžale-Ljubljana TT                                        | 1.2 | Olga Zabelínskaia (Cogeas-Mettler Pro Cycling Team)  |
| 10 de juny             | Diamond Tour                                                          | 1.1 | Janine van der Meer (Health Mate-Cyclelive Team)     |
| 5 – 8 de juliol        | Tour de Feminin-O cenu Českého Švýcarska                              | 2.2 | Leah Thomas (UnitedHealthcare Women's Team)          |
| 8 de jul               | GP Sofie Goos                                                         | 1.2 | Lorena Wiebes (Parkhotel Valkenburg)                 |
| 8 de jul               | Tour de Delta femení                                                  | 1.2 | Kendall Ryan (Tibco-Silicon Valley Bank)             |
| 13 de jul              | Chrono Kristin Armstrong femenina                                     | 1.2 | Amber Neben                                          |
| 19 – 22 de juliol      | Baloise Ladies Tour                                                   | 2.1 | Marianne Vos (WaowDeals)                             |
| 26 de jul              | Kreiz Breizh Elites femenina                                          | 1.2 | Danielle Christmas (Bizkaia-Durango)                 |
| 2 – 5 de agost         | Volta Femenina a Guatemala                                            | 2.2 | Marcela Prieto (Swapit Agolico)                      |
| 4 de ago               | Fletxa d'Erondegem                                                    | 1.2 | Nina Kessler (Hitec Products-Birk Sport)             |
| 5 de ago               | cursa de fons femenina en els Campionats d'Europa de ciclisme en ruta | CC  | Marta Bastianelli (Itàlia)                           |
| 8 de ago               | contrarellotge femenina al Campionats d'Europa de ciclisme en ruta    | CC  | Ellen van Dijk (Països Baixos)                       |
| 18 de ago              | Flanders Ladies Classic-Sofie De Vuyst                                | 1.2 | Séverine Eraud (Experza-Footlogix)                   |
| 22 de ago              | Veenendaal Veenendaal Classic femenina                                | 1.1 | Annemiek van Vleuten (Països Baixos)                 |
| 4 – 7 de setembre      | Volta a Bèlgica femenina                                              | 2.1 | Liane Lippert (Alemanya)                             |
| 7 – 9 de setembre      | Giro de Toscana-Memorial Michela Fanini                               | 2.2 | Soraya Paladin (Alé Cipollini)                       |
| 9 de set               | Chrono Champenois-Trophée Européen                                    | 1.1 | Leah Thomas (UnitedHealthcare Women's Team)          |
| 13 – 18 de setembre    | Tour de l'Ardecha                                                     | 2.1 | Katarzyna Niewiadoma (Canyon-SRAM Racing)            |
| 23 de set              | Gran Premi d'Isbergues femení                                         | 1.2 | Lauren Kitchen (FDJ-Nouvelle Aquitaine-Futuroscope)  |
| 6 de oct               | Giro de l'Emília femení                                               | 1.1 | Rasa Leleivytė (Aromitalia Vaiano)                   |
| 7 de oct               | Gran Premio Bruno Beghelli femení                                     | 1.1 | Elisa Balsamo (Valcar PBM)                           |
| 10 – 14 de octubre     | Volta a Colòmbia femenina                                             | 2.2 | Ana Sanabria Sánchez (Colòmbia)                      |
| 14 de oct              | Chrono des Nations femenina                                           | 1.1 | Olga Zabelínskaia (Cogeas-Mettler Pro Cycling Team)  |

### Classificació individual
| Classificació per punts | Classificació per punts | Classificació per punts | Classificació per punts | Classificació per punts |
| Ciclista                | Ciclista                | Equip                   | Punts                   |                         |
| ----------------------- | ----------------------- | ----------------------- | ----------------------- | ----------------------- |
| 1r                      | Annemiek van Vleuten    | Mitchelton-Scott        | 1923 pts                |                         |
| 2n                      | Anna van der Breggen    | Boels Dolmans           | 1912 pts                |                         |
| 3r                      | Marianne Vos            | WaowDeals               | 1764 pts                |                         |
| 4t                      | Amanda Spratt           | Mitchelton-Scott        | 1628 pts                |                         |
| 5è                      | Ashleigh Moolman        | Cervélo Bigla           | 1507 pts                |                         |
| 6è                      | Amy Pieters             | Boels Dolmans           | 1291 pts                |                         |
| 7è                      | Coryn Rivera            | Sunweb                  | 1265 pts                |                         |
| 8è                      | Ellen van Dijk          | Sunweb                  | 1252 pts                |                         |
| 9è                      | Katarzyna Niewiadoma    | Canyon-SRAM Racing      | 1131 pts                |                         |
| 10è                     | Marta Bastianelli       | Alé Cipollini           | 1065 pts                |                         |

### Classificació per equips
| Classificació per equips | Classificació per equips | Classificació per equips | Classificació per equips |
| Equip                    | Equip                    | Punts                    |                          |
| ------------------------ | ------------------------ | ------------------------ | ------------------------ |
| 1r                       | Boels Dolmans            | 4984 pts                 |                          |
| 2n                       | Mitchelton-Scott         | 4982 pts                 |                          |
| 3r                       | Sunweb                   | 3938 pts                 |                          |
| 4t                       | Canyon-SRAM Racing       | 2966 pts                 |                          |
| 5è                       | Wiggle High5             | 2945 pts                 |                          |
| 6è                       | Cervélo Bigla            | 2844 pts                 |                          |
| 7è                       | WaowDeals                | 2715 pts                 |                          |
| 8è                       | Alé Cipollini            | 2629 pts                 |                          |
| 9è                       | Valcar PBM               | 1853 pts                 |                          |
| 10è                      | Movistar Team            | 1686 pts                 |                          |